# GNU General Public License
De GNU General Public License of kortweg de GPL is een copyleftlicentie voor software, bedacht en uitgewerkt in 1985 door Richard M. Stallman van GNU, die (in het kort) stelt dat je met de software mag doen wat je wilt, inclusief aanpassen en verkopen, mits je dat recht ook doorgeeft aan anderen en de auteur(s) van de software vermeldt. Concreet komt het voorgaande erop neer dat als men software die onder de GPL is gepubliceerd wil verspreiden, daar de broncode bij zal moeten worden gevoegd. Deze broncode mag dan weer verder worden verspreid onder de GPL. Iedereen kan ervoor kiezen zijn of haar programma onder de voorwaarden van deze licentie te publiceren.
Software die onder deze licentie wordt uitgegeven is vrij. Vaak wordt dit verkeerd geïnterpreteerd als gratis software, aangezien het Engelse woord voor vrij (free) ook gratis betekent. Met prijzen heeft de licentie echter weinig te maken: het gaat over rechten. Wel is het zo dat praktisch alle vrije software gratis te downloaden is en als men er toch voor moet betalen, men het recht heeft om de software zelf weg te geven of zelfs door te verkopen. De GNU General Public License is goedgekeurd volgens de Definitie van Vrije Culturele Werken.
De GNU Lesser General Public License (of kortweg de LGPL) is een afgezwakte versie van de GPL die soepeler omgaat met het gebruik van software in software met een andere licentie. Deze verschilt met de GPL op het punt dat software die gebruikmaakt (als bibliotheek bijvoorbeeld) van LGPL-gelicenseerde software, zelf niet onder de LGPL hoeft te worden vrijgegeven (enkel de bibliotheek zelf).